# Adélaïde Ametis
Adélaïde Ametis (Turin, 17 février 1877 - 18 juin 1949) est une peintre italienne de la première moitié du XXe siècle.

## Biographie
Adélaïde Ametis se marie le 5 septembre 1898 avec Alfredo Frassati, fondateur du journal La Stampa en 1900.
De leur union naissent trois enfants : Elda, née en 1900, meurt l'année suivante,  Pier Giogio, né en 1901, meurt en 1925 (qui sera béatifié par le pape Jean-Paul II et déclaré saint patron des sportifs en 1990), Luciana, née le 18 août 1902 († le 7 octobre 2007), épousera un secrétaire d'ambassade de l'ambassade de Pologne en Italie (puis ambassadeur de Pologne en Autriche) et sera la mère de sept enfants dont le député et europarlementaire italien Jas Gawronski.
Adélaïde Ametis sera peintre et obtiendra des commandes de la part du roi d'Italie Victor-Emmanuel III d'Italie.